# 五式40公厘高射炮
五式40公厘高射炮（日语：5しき40みりこうしゃきかんほう）是第二次世界大戰期間日本帝國軍隊嘗試仿製波佛斯40公釐高射砲所製造之中口徑高射炮；戰爭結束為止產量不超過百門，故未大規模配發。

## 簡介
日本在1930年代對外情蒐已曉得瑞典波佛斯公司開發出一款中口徑高射炮，但在當時只限於知曉其紙上數據，日本軍方沒有很重視本型武器；因此在1930年代後期嘗試仿製的中口徑防炮還是以Flak 18優先，包括自中華民國擄獲或是自行進口等方式，還有就是以九八式20公厘高射機炮槍機結構放大的一式37公厘高射炮。日本真正和波佛斯40快炮相遇的時間點要到1942年入侵東南亞之際，英國在新加坡與緬甸投降的部隊中有裝備此武器，最後日本南方軍繳獲了24門可用的40快炮，與56門須維修的40快炮。同時也得到了部分的預備炮管及射擊指揮機。
東南亞英軍在1942年被擄獲的武器，大多數都運回日本國內，日本陸軍技術本部要走了2門40快炮與配套的瞄準指揮裝置測試性能；至今殘存的文件並沒有留下當時測試成績，但自1943年之後日本軍方就不再提出往日想仿製的德造防砲及日製高射炮，合理認為測試結果足以折服日本軍方放棄既有研究成果，隨後帝國陸軍與帝國海軍都各自投入修製-仿造波佛斯快炮的行列。首先複製出的是40公厘彈藥，日軍使用引信為一式瞬発自爆信管，彈藥稱三式高射尖鋭弾，在彈體尾部設計有曳光彈填充劑空間；以皇紀編年的邏輯可看出本型武器在1943年已經完成彈藥仿製。
1943年3月，南方軍自日本本土接收了一批之前繳回的擄獲武器，當中有60門波佛斯40高炮，7月13日時提供了二批繳獲40高炮炮彈供配備部隊使用。可以確定日本在未有原廠支援的情況下修繕複製擄獲之40高炮，同時也藉此測繪複製零件。量產定名為五式40公厘高射炮，陸海軍使用相同名稱，在本位主義嚴重的日本軍隊中為屬罕見；盟軍在O-47(N)-2文件中將本型武器記錄成五式(1943)，會出現與編號邏輯牴觸的現象是因為1943年起日軍已經陸續翻修擄獲品，但國產品要到1945年才出廠。

## 生產狀況
雖然在1942年起開始仿製波佛斯40高炮，但以實際運作來看，日本的逆向工程並不順利；首先日本帝國陸海軍在本案仍舊奉行著軍種對立之特長，研發時各自閉門造車，陸軍的小倉兵工廠與海軍的橫須賀海軍工廠兩間承辦單位並未整合團隊研製能量；同時，陸海軍還各自找下游承包廠商承造需要零件，但橫須賀海軍工廠在1944年下半年已經完成至少7門測試樣炮，並在1944年10月起可以以每個月5-7門左右的速度量產，小倉兵工廠卻得到1945年3月才完成第1門火炮，這顯示在日本戰爭動員體制之下仍然充斥著大量組織內耗問題。
問題其二是日本工藝技術不佳，無法仿製出合格產品；美軍技術組在戰後檢查橫須賀海軍工廠所生產的40快炮，發現它們裝上了德國萊茵金屬設計的防火帽（Flash suppressor），該設計主要用在Flak 18，為胡椒罐與喇叭式炮口制退器合併運用構型；不僅如此，五式40公厘高射炮後座行程也比原版要長、火炮比原版重，波佛斯40高炮的火炮復位為液壓制退機與炮管彈簧複合後座力吸收設計，在火炮操作壓力比原版低的狀況下還得放寬性能標準，意味著日本造不出簧力與原版同等的彈簧；在其它的機械結構上也有相同狀況，包括無法使用原版的4發式橋夾僅能採單發進彈(同樣為簧力不足)、由日立承包的炮座內採用之星輪機構(Star Wheels)也有著磨合匹配問題(製造工差過大無法吻合)。火炮本身的的技術段差也影響到了射擊標準，因此五式高炮的射擊有效高度僅有3,000公尺，雖然在設計血統上毫無疑問是波佛斯設計，但技術上只有劣化仿製品的水準。
雖然在技術上充斥著許多毛病，但在1945年陸海軍都各自在生產自己的40快炮；小倉兵工廠原本計畫在1945年9月前完成100門，但實際負責的第二工廠只完成了2門新造炮、7月完成3門翻修炮，負責承包彈藥製造的大阪砲兵工廠則計畫在1945年生產14萬發炮彈，但被陸軍要求增產至15萬發，但是1945年盟軍開始對日本本土大規模戰略轟炸下大阪廠生產實際規劃僅有10萬發，戰敗盟軍清點時有13,000發完成品、承攬彈藥外包的京都山科精工廠有22,000發半成品、與另一間外包商和歌山鐵工廠加起來共有82,000發半成品。
海軍部分，橫須賀海軍工廠則有能力達成月產15門炮，而且也已轉移給豐川海軍工廠生產，在戰敗前橫須賀生產了15門炮、豐川生產了20門。艦載版有部分安裝至神島級佈雷艦上，日軍原計劃供海防艦使用，但在日本戰敗前未有實際裝設型號。